# 德魯熱柳比夫卡 (阿納尼耶夫區)
47°32′41″N 30°9′17″E / 47.54472°N 30.15472°E
德魯熱柳比夫卡（烏克蘭語：Дружелюбівка）是位於烏克蘭西南部的村莊，由敖德萨州波季利斯克区的阿南伊夫市鎮負責管轄。該村始建於1895年，面積0.53平方公里，海拔高度113米，2001年人口19，人口密度每平方公里35.85人。